# Parteniusz III
Parteniusz III (ur. 3 września 1919 w Port Said, zm. 23 lipca 1996 na Amorgos) – prawosławny duchowny, patriarcha Aleksandrii w latach 1987–1996.

## Życiorys
Parthenius III urodził się w 1919 w egipskim porcie Port Said. Studiował na teologię w szkole na Chalki. W 1959 został wybrany na metropolitę Kartaginy. W dniu 23 lutego 1987 po śmierci Mikołaja VI został patriarchą Aleksandrii.
Szanowny za teologiczną wiedzę i zaangażowanie w ruch ekumeniczny. Nazywano go „Patriarchą Dialogu”. Był przewodniczącym rady Światowej Rady Kościołów. Prowadził liczne prawosławne misje, zwłaszcza w Ugandzie, gdzie założył diecezję Kampali oraz w Kenii.
Uważany za jednego z bardziej postępowych i śmiałych intelektualnie przywódców Kościoła prawosławnego.
Zmarł w 1996 na atak serca w czasie wakacji na wyspie Amorgos na Cykladach.